# BRICS
BRICS je akronym pro označení hospodářského uskupení původně čtyř zemí – Brazílie, Ruska, Indie a Číny (BRIC), ke kterým se v roce 2011 připojila Jihoafrická republika. Od té doby se uskupení nazývá BRICS. 
Jedná se o politickou a ekonomickou mezivládní platformu zemí, které reprezentující z velké části globální Jih. Uskupení usiluje o posílení hospodářské, politické a sociální spolupráce mezi členy a zvýšení vlivu zemí globálního Jihu v mezinárodních organizacích jako jsou Organizace spojených národů, Mezinárodní měnový fond, Světová banka a Světová obchodní organizace.

## Členské státy
K červnu 2025 mělo uskupení 11 členských států. Kromě 5 zakládajících členů se v letech 2024-2025 připojily Saúdská Arábie, Egypt, Spojené arabské emiráty, Etiopie a Írán. 6. ledna 2025 se jedenáctým členem BRICS stala Indonésie. Pozvána byla i Argentina, ale prezident Javier Milei přihlášku stáhnul. Dnes je uskupení označováno také jako BRICS+.
V říjnu 2024, na summitu BRICS v ruské Kazani, bylo devět zemí označeno jako země partnerské. Jedná se o Bělorusko, Bolivii, Kazachstán, Kubu, Malajsii, Thajsko, Ugandu, Uzbekistán a Nigérii. Dalších více než 30 zemí vyjádřilo zájem spolupracovat s uskupením nebo se stát jeho členy.

## Historie a vývoj pojmu BRIC(S)
Pojem byl poprvé použit Jimem O'Neillem z investiční banky Goldman Sachs v roce 2001; tehdy ještě jako BRIC – Jižní Afrika přistoupila k uskupení v prosinci 2010 a formálně byla uvedena v členství 18. února 2011. V roce 2001 popsal O'Neill státy BRIC jako země s nejrychleji rostoucí tržní ekonomikou na světě a definoval tři argumenty, proč se tyto země pravděpodobně stanou klíčovými hráči ve světové ekonomice:
- vysoký ekonomického růst původní čtveřice zemí BRIC,
- důležitost členských států ve světovém hospodářství,
- kvality rozvoje členských zemí, které budou srovnatelně bohaté, ne-li bohatší než ekonomiky zemí G7.[8]

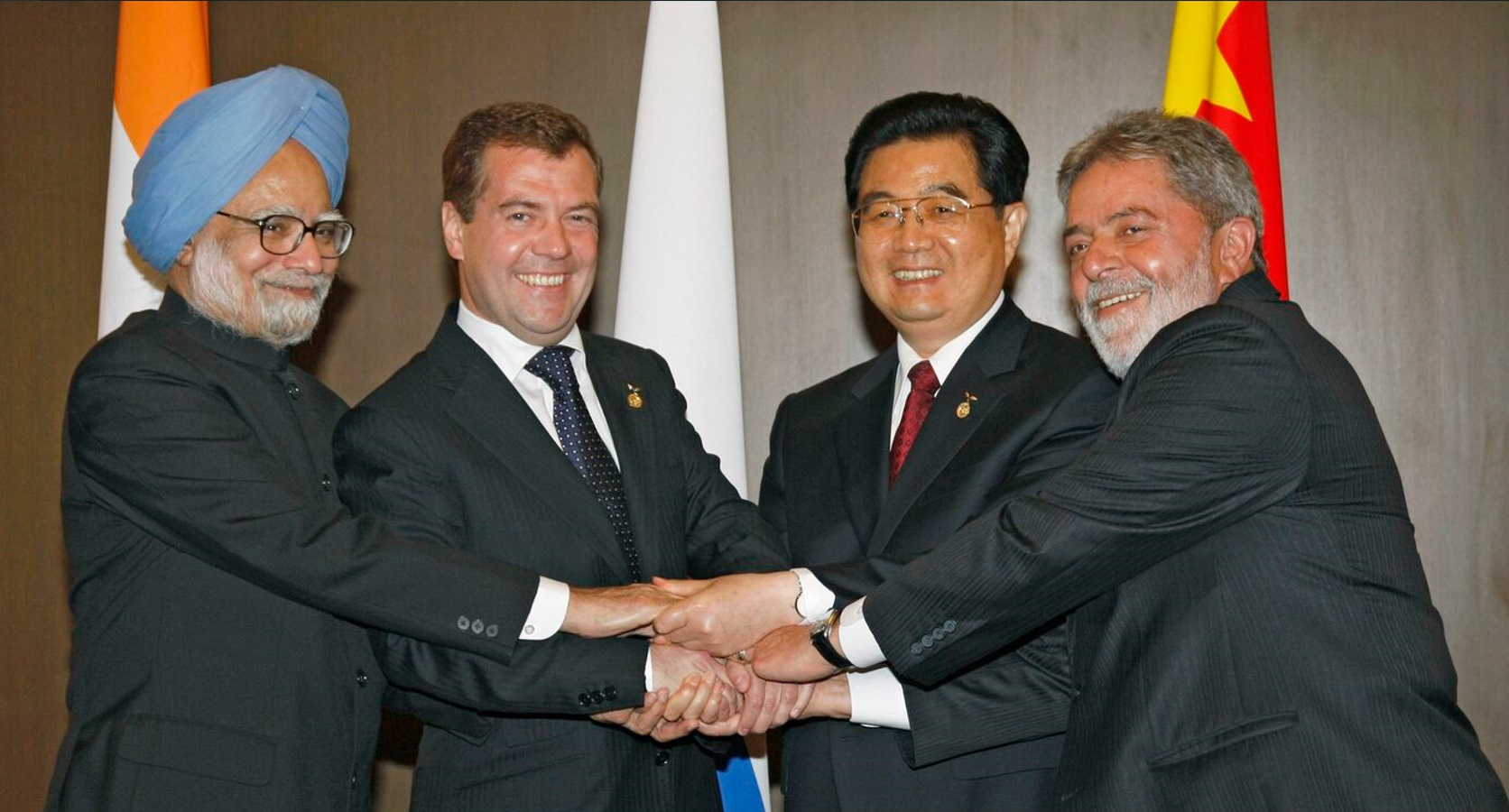
Představitelé států BRICu na 1. vrcholné schůzce (2009) – zleva Manmóhan Singh, Dmitrij Medveděv, Chu Ťin-tchao a Luiz I. Lula da Silva

Jim O'Neill zdůrazňoval potenciál k vytvoření silného hospodářského bloku. Tyto ekonomiky by se v roce 2050, vzhledem ke svému rychlému růstu, měly stát dominantními ekonomikami světa.
V roce 2006 svolala Ruská federace meeting ministrů zahraničí Brazílie, Ruska, Indie a Číny. O rok později byli pozvání na summit tehdejší skupiny G8 nejvyšší představitelé Brazílie, Číny, Indie, Mexika a Jihoafrické republiky. Rusko bylo v té době součástí G8. Setkání bylo uskutečněno s cílem zjistit vliv a ochotu států rozvojového světa, podílet se na řešení globálních problémů. Podle místa konání se setkání nazývá Heiligendammský proces. Snahou byl pokus o kooperaci rozvojových a vyspělých zemí, zejména v oblasti spolupráce celních správ při boji proti produktovému a značkovému pirátství. Ochrana duševního vlastnictví je důležitá pro země s vysokým podílem nových technologií, tedy zejména země vyspělé. Ty měly zájem na zajištění spolupráce celních správ na mezinárodní úrovni.

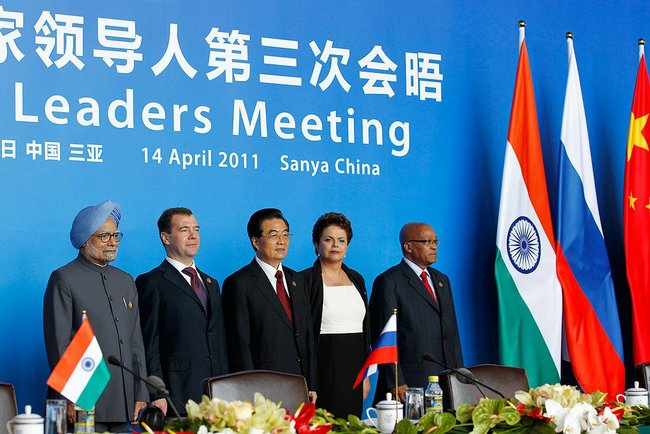
Představitelé států BRICSu na 3. vrcholné schůzce (2011); za Brazílii Dilma Rousseffová a za JAR Jacob Zuma

Z původně nesouvislé skupiny zemí, se BRICS postupně změnil v úžeji spjatý blok, který svůj hospodářský potenciál chce využít i geopoliticky. V roce 2008 se v ruském Jekatěrinburgu konalo setkání ministrů zahraničních věcí zemí BRIC. V červnu 2009 byla v Jekatěrinburgu už vrcholná schůzka nejvyšších představitelů těchto zemí a další summit následoval v dubnu 2010 v brazilské Brasílii. 
Uskupení BRICS se stalo významným vědeckým centrem – brazilský politický ekonom Marcos Prado Troyjo a francouzský investiční bankéř Christian Déséglise založili na Kolumbijské univerzitě v USA fórum BRIClab, zkoumající strategické, politické a ekonomické důsledky spolupráce a růstu zemí BRICS. Analyzují především jejich projekty pro výrobu energie, jejich prosperitu a prestiž.
Mimo výroční setkání nejvyšších představitelů zemí BRICS se od roku 2010 začaly organizovat pravidelné schůzky ministrů zaměřené na obchod, zdravotnictví, školství, přírodní prostředí, energetiku, finance, zahraniční věci a zemědělství. Založen byl i poradní orgán Obchodní rada, s úkolem prohlubovat vzájemný obchod mezi státy BRICS. Díky počtu obyvatel a mezinárodnímu významu zemí BRICS, se dohodnuté postupy a závěry budou moci aplikovat stejně dobře, jako závěry Spojených států amerických a dalších západních velmocí.

## BRICS jako uskupení
Uskupení BRICS, zejména po svém rozšíření v letech 2024/25 je stále více vnímáno jako významný geopolitický hráč, dnes již otevřeně konkurující sdružení vyspělých států G7 a americko-centristickému (unipolárnímu) globálnímu uspořádání. Země BRICS úžeji spolupracují od roku 2022, mimo jiné i kvůli napjatým vztahům mezi západními zeměmi a Ruskou federací vzhledem k rusko-ukrajinskému konfliktu. V roce 2024 se konal summit BRICS v ruské Kazani, kterého se zúčastnil generální tajemník OSN António Guterres. Zde se napětí projevilo tím, že na základě Guterresovy návštěvy summitu se následně s ním odmítl setkat ukrajinský prezident Vladimir Zelenskij.
K napjaté situaci přispívá i fakt, že státy BRICS při vzájemném obchodu používají stále častěji národní měny, nikoliv americký dolar, jak to bylo zvykem doposud. To ohrožuje postavení amerického dolaru jako světové rezervní měny, kterou drží centrální banky různých zemí jako svá aktiva. Spojené státy se těmto krokům brání. Skupina BRICS uvažuje i o vzniku nové společné měny pro obchod. Tuto myšlenku podporuje zejména Rusko, ale mezi ostatními státy nepanuje na této myšlence shoda. Proti je zejména Indie. Americký prezident Donald Trump v lednu 2025 pohrozil uvalením 100 % cel na státy, které by si vytvořily novou společnou měnu pro obchod.

Ruská federace při exportu zboží zvýšila podíl obchodu v čínských jüanech z 0,4 % v roce 2021 na 34,5% v roce 2023. Při importu je podíl jüanu ještě vyšší – 36,4 %. Rusko se po vojenské invazi na Ukrajinu a uvalení řady sankcí ze strany USA a EU obchodně zaměřuje na nezápadní trhy, zejména na Čínu a Indii. Mezi těmito státy výrazně roste objem vzájemného obchodu.

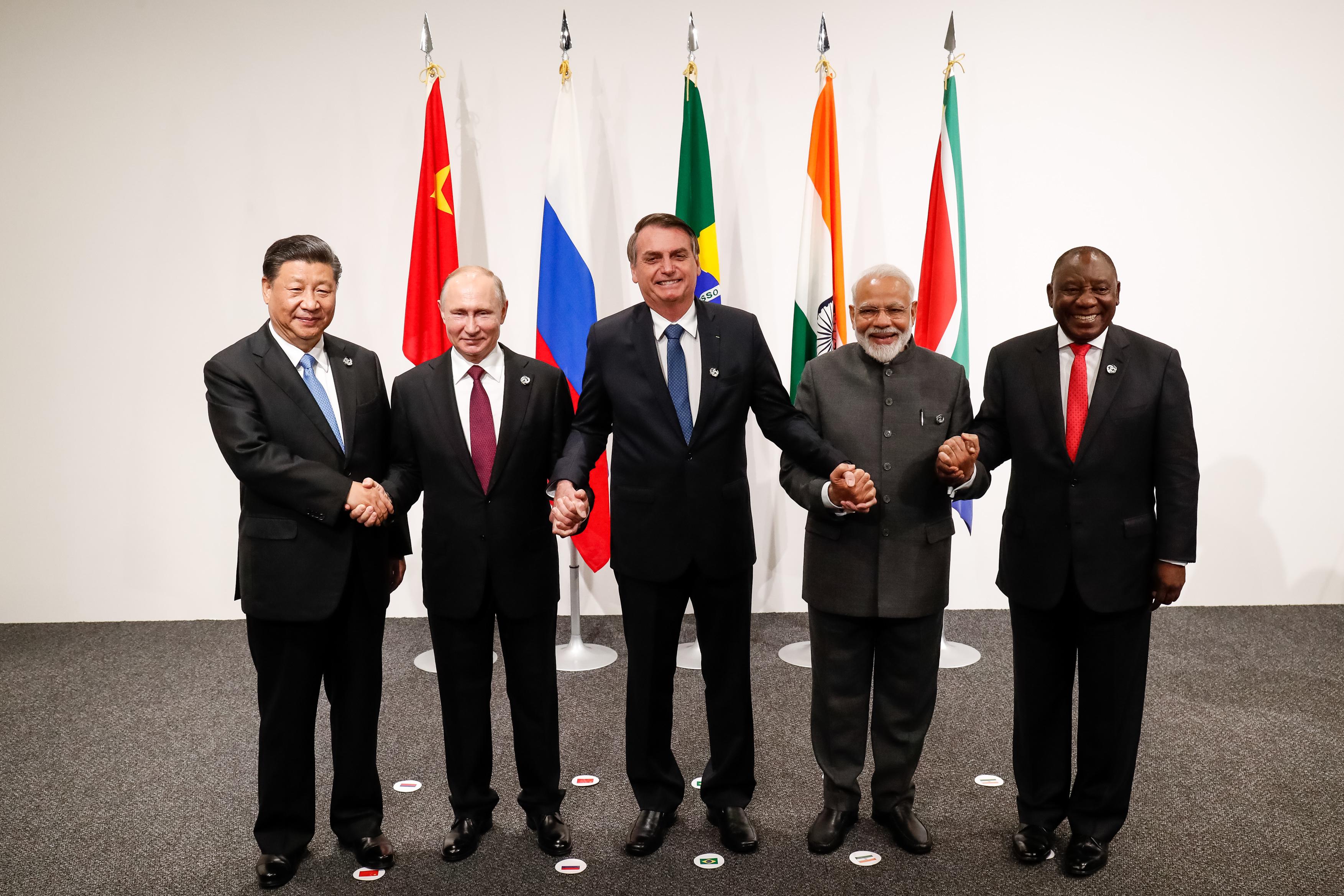
Představitelé států BRICSu na summitu v Osace 2019

K roku 2025 tvořily státy BRICS tvořily přibližně 27 % územní plochy všech zemí a žije v nich 42 % obyvatelstva planety. Vzhledem k členům jako Rusko, Írán a Saúdská Arábie kontrolovaly země BRICS v roce 2025 více než 50% světové produkce ropy.
V r. 2010 činil HDP skupiny BRIC 18,48 bilionů USD. Čína je považována za nejsilnějšího člena skupiny. Přizvání Jihoafrické republiky (v prosinci 2010) bylo dílem především Číny, která chtěla utvrdit svůj sílící vliv v Africe.

## Summity
Historicky první summit BRIC se uskutečnil v roce 2009 v ruském Jekatěrinburgu. Tato skutečnost souvisí s tím, že tehdejším premiérem Ruské federace byl Vladimir Putin a prezidentem Dmitrij Medvěděv, přičemž oba měli zájem, aby skupina BRIC působila na co nejvyšší úrovni. Hlavním tématem summitu bylo omezení dominantního postavení amerického dolaru jakožto klíčové rezervní měny, a tím i celkové snížení závislosti států BRIC na Spojených státech. Další summity se uskutečnily v roce 2010 v brazilském hlavním městě Brasília, v roce 2011 ve městě San-ja na čínském ostrově Chaj-nan, roku 2012 v indickém hlavním městě Nové Díllí a v roce 2013 v jihoafrickém Durbanu.

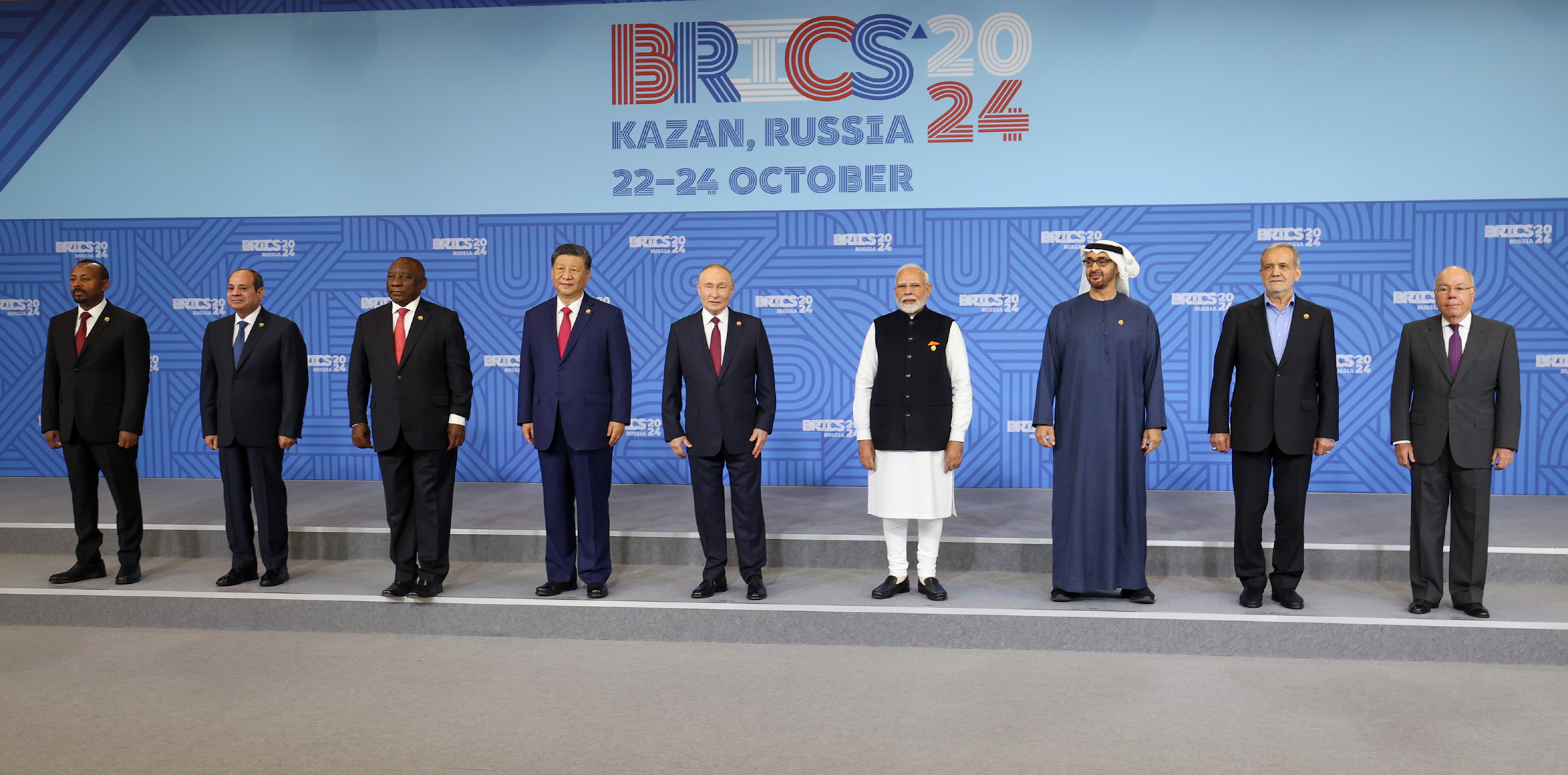
Představitelé členských států BRICS na summitu v ruské Kazani v říjnu 2024

Na druhém summitu v Brazílii byli přítomni také Jacob Zuma, tehdejší prezident Jihoafrické republiky a také Riyad al-Maliki, ministr zahraničních věcí autonomní oblasti Palestina. Téhož roku byla Jihoafrická republika pozvána k připojení se do skupiny zemí BRIC. Roku 2011 se řádně zúčastnila summitu v čínském městě San-ja.
Na čtvrtý summitu v roce 2012 v indickém hlavním městě, Novém Dillí, se zrodila myšlenka Rozvojové banky BRICS, která měla sloužit jako alternativní zdroj financí pro rozvojové země, obdobně jak je tomu v případě světové banky. Nová rozvojová banka byla založena v roce 2015. Na summitu se také objevil koncept „alternativní správy řízení světového systému“. Obsahoval například návrh, aby se uskupení G20 stalo fórem pro řešení mezinárodní ekonomické spolupráce mezi zeměmi.
Pátý summit zemí BRICS se konal 13. března 2013. Jihoafrická republika byla hostitelskou zemí a summit nesl název: BRICS a Afrika: Partnerství pro rozvoj, integraci a industrializaci. Summit vyzdvihl zájem Jihoafrické republiky o hlubší spolupráci afrických zemí. Byl znakem solidarity zemí BRICS k ostatním vznikajícím a rozvíjejícím se státům Afriky. Na summitu byly řešeny i dlouhodobé zájmy uskupení BRICS, především spolupráce v globálních politických a ekonomických otázkách.

### Přehled summitů BRIC(S):
- 2009 Jekatěrinburg, Rusko
- 2010 Brasília, Brazílie
- 2011 San-ja, Čína
- 2012 Nové Dilí, Indie
- 2013 Durban, Jižní Afrika
- 2014 Fortaleza, Brazílie
- 2015 Ufa, Rusko[32]
- 2016 Goa, Indie[33]
- 2017 Sia-men, Čína
- 2018 Johannesburg, Jižní Afrika[34]
- 2019 Brasília, Brazília[35]
- 2020 Petrohrad, Rusko[36]
- 2022 Nové Dilí, Indie
- 2023 Johannesburg, Jižní Afrika
- 2024 Kazaň, Rusko
- 2025 Rio de Janeiro, Brazílie[37]

## Rozvojová banka BRIC(S)
Návrh na vytvoření rozvojové banky BRIC(S) byl představen na summitu v Novém Dilí v roce 2012. Rozvojová banka BRICS by měla zvýšit vliv uskupení v Africe. Tyto dohody a nahrazování amerického dolaru národními měnami signalizovali odklon od USA.
Rusko a Čína se v některých záležitostech dokážou obejít bez amerického dolaru či eura a poslední dobou se objevují náznaky toho, že BRICS bude poskytovat úvěry rozvojovým státům v národních měnách. To znamená, že národní měny zemí BRICS mohou sloužit stejně jako euro či dolar jakožto účetní měna a lze je využívat v mezinárodním obchodu. Je to ale také známka toho, že svět již přestává být unipolárním. Banka mohla hrát významnou roli při změně rovnováhy ve světové ekonomice tím, že by pomohla lépe využít finance rozvojových států. Nová rozvojová banka se však stala také prostředkem, kterým státy BRICS mohou nepřímo vyvíjet nátlak na globální finanční instituce typu MMF či Světové banky.
Banka disponuje až 100 miliardami dolarů. Tyto prostředky mají primárně sloužit k financování infrastrukturních projektů v rozvojových zemích. Banka byla uvedena do provozu až po několika letech z důvodu neshod ohledně jejího financování, řízení a sídla. Financování bylo nakonec vyřešeno počátečním vkladem každého členského státu ve výši 10 miliard dolarů. Banka sídlí v Šanghaji.
Další z novinek, které by mohly fungovat, kromě spojené platformy pro univerzity těchto zemí, je také zavedení vlastní a z vnějšku neproniknutelné sítě, takzvaného „nového internetu“. Státy totiž nechtějí, aby agentury jako například NSA měly přístup k jejich interním informacím a proto se rozhodly pracovat na tomto projektu. Navzdory tomu se však objevují pochybnosti, zda jsou státy připraveny toto více než 34 tisíc kilometrů dlouhé optické vlákno financovat, nebo zda bude toto vlákno neustále hlídáno proti cizímu připojení.[chybí lepší zdroj]

## Srovnání členských zemí

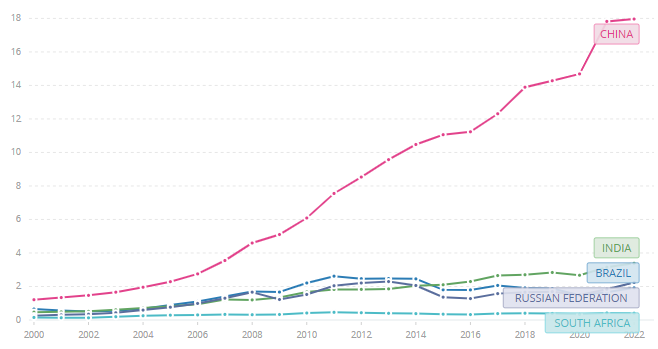
HDP BRICS 2000-2022

Původní uskupení BRIC spojuje státy s rozlišnými politickými systémy. Indie, Brazílie a Rusko jsou formálně demokratickými systémy, avšak v Číně panuje systém totalitní. Rozdíly jsou i v ekonomickém zaměření: Brazílie se orientuje na zemědělskou produkci, Rusko na těžbu přírodních zdrojů, Indie na prodej služeb zahraničním firmám a Čína je orientovaná na výrobu.
Rusko, Čína a Indie disponují jadernými zbraněmi a pohybují se v první pětici států s největší armádou na světě, Brazílie, která svůj jaderný program zastavila, se nachází v druhé desítce.
Všechny čtyři státy se nachází v první desítce států s největší ekonomikou (dle HDP parity kupní síly). Zahrnují 43 % světové populace a tvoří 23 % světového HDP. Na takto vysoká čísla má vliv především Čína, jejíž podíl na HDP v BRIC je 56 %.
Členství v BRIC má pro každého jiný význam. Rusko a Brazílie berou členství v BRICS především jako možnost získání větší mezinárodní prestiže a vlivu v mezinárodních záležitostech. Indii se sice díky BRIC podařilo získat mnohem větší vliv na mezinárodním poli, ovšem nevidí BRIC jako skupinu schopnou hlubší spolupráce. Čína členství v BRIC využívá především k zamaskování faktu, že se stává supervelmocí a k vytvoření dojmu, že se stále jedná o rozvojový stát.

### Konflikty uvnitř BRICS
Rozpory uvnitř skupiny jsou především na politicko-ekonomické bázi. Vyplývají například z toho, že všechny státy BRIC vyvážejí své zboží a služby do stejných bohatých států světa. Rozpory jsou umocňovány ekonomickou nerovností zemí. Hlavní slovo tak má, jakožto největší ekonomika, Čína.
Jeden z hlavních konfliktů je přístup k USA. Brazílie a Rusko by rády viděly BRIC jako uskupení, které bude ekonomicky více konkurovat a vyvolávat konflikty s USA a dalšími bohatými státy světa, což je v rozporu se zájmy Indie, která svoji zahraniční politiku staví na dobrých vztazích s USA, a Číny, jejíž zahraniční politika je založena spíše na spolupráci než na konfliktu. Právě tento postoj Číny, její nechuť vstoupit do větších konkurenčních bojů s USA a její narůstající vliv v Asii jsou hlavními body nesvárů s Ruskem. Dále zde dochází ke tření v oblastech vlivu mezi jednotlivými státy (kromě Brazílie). Typickým příkladem může být spor Indie a Číny, které vzájemně soupeří o ekonomický vliv v menších státech, například v Nepálu, Myanmaru a Kambodži.
Neshody do uskupení vneslo i ruské přijetí tzv. Kjótského protokolu. Během vyjednávání se Rusko snažilo přesvědčit ostatní státy BRIC ke stejné akci, ovšem proti tomu se Čína a Indie ohradily.
Z důvodů územních sporů Číny a Indie jsou politické vztahy uvnitř uskupení složitější, než vztahy ekonomické. I přesto se však uskupení daří vystupovat jednotně. Začínají se angažovat v mezinárodně-politických otázkách, jako například v otázce Libye, Íránu či Sýrie. V roce 2013 spolu Čína a Rusko provedly společné vojenské cvičení.

### Předpokládaný vývoj
Strategické, politické a ekonomické rozdíly uvnitř BRICS neumožní pokračování protizápadního spojenectví a přeměnu mezinárodních ekonomických norem. Zvyšování významu BRICS vidí v jeho začleňování v důležitých institucích a fórech jako jsou WTO, IMF a G20.
Dle studie investiční skupiny Goldman Sachs se odhaduje, že v roce 2025 se bude HDP zemí BRIC pohybovat okolo 50% HDP skupiny G6 (USA, Japonska, Německa, Spojeného království, Francie a Itálie). Do roku 2040 by měly ekonomiky BRIC dohromady převýšit společné HDP G6 a do konce roku 2050 by pak mezi šest největších ekonomik z G6 patřilo už jen Japonsko a USA.